# McMaster University
Universitatea McMaster (denumită în mod obișnuit McMaster sau Mac) este o universitate publică din Hamilton, Ontario, Canada. Campusul principal este situat pe un teren de 121 ha, în apropiere de cartierelor rezidențiale Ainslie Lemn și Westdale, adiacente Grădinii Botanice Regale din Hamilton. Universitatea este formată din șase facultăți: Școala de Afaceri DeGroote, Inginerie, Științe medicale, Științe umaniste, Științe Sociale și Științe ale naturii. Este membră al U15, un grup de universități specializate pe cercetare intensivă din Canada. Universitatea poartă numele lui William McMaster, un bancher și senator canadian care a donat 900.000 CAD pentru fondarea universității. Universitatea McMaster a fost fondată potrivit condițiilor prevăzute de un act al Adunării Legislative din Ontario în 1887, prin fuzionarea Toronto Baptist College cu Woodstock College. Ea a fost înființată la Toronto în 1890. Dotările insuficiente și primirea unui teren la Hamilton a determinat mutarea instituției în 1930. McMaster a fost controlată de către Convenția Baptistă din Ontario și Quebec până când a devenit o instituție neconfensională finanțată din fonduri publice în 1957.
Universitatea este coeducațională, și are peste 25.000 de studenți și peste 4.000 de doctoranzi. Absolvenți și foști studenți ai universității se află în întreaga Canada și în 140 de țări din întreaga lume. Printre absolvenții notabili se numără înalți funcționari guvernamentali, academicieni, oameni de afaceri importanți, un bursier Rhodes și doi laureați ai premiului Nobel. Această universitate s-a clasat pe locul 4 în rândul universităților canadiene și pe locul 94 în lume, potrivit topului Times Higher Education World University Rankings din 2015-2016, pe locul 4 în rândul universităților canadiene și pe locul 83 în lume, conform Clasamentului Mondial al Universităților din 2016, și pe locul 6 în rândul universităților canadiene și pe locul 149 în lume, în conformitate cu QS World University Rankings din 2014. Echipele sportive ale McMaster sunt cunoscute sub numele de Marauders și sunt membre ale Canadian Interuniversity Sport.

## Absolvenți și profesori notabili
În noiembrie 2010, Universitatea McMaster avea peste 140.000 de absolvenți care locuiau în peste 140 de țări. În cursul istoriei McMaster, profesorii, studenții și foșii absolvenți au îndeplinit roluri importante în multe domenii, obținând mai multe premii, inclusiv premii Nobel, burse Rhodes și premii Lasker. Printre câștigătorii Premiului Nobel se numără absolventul Myron Scholes, care a fost distins cu Premiul Nobel pentru Științe Economice în anul 1997; profesorul Bertram Neville Brockhouse, care a fost distins cu Premiul Nobel pentru Fizică în anul 1994; și absolventul James Orbinski, care a acceptat Premiul Nobel pentru Pace în anul 1992 în numele organizației Medici fără frontiere.
Printre absolvenții importanți din domeniul științei se află Douglas L. Coleman, care a descoperit leptina, Harold E. Johns, care a fost un pionier în utilizarea de cobaltului 60 în tratamentul cancerului, Karl Clark, care a inițiat metoda de separare pentru extragerea bitumului din nisipul petrolifer, și Steve Mann, un cercetător și inventator în domeniul fotografiei computaționale. Printre profesorii notabili ai universității se află chimistul Ronald Gillespie, care a contribuit la elaborarea teoriei RPESV, și sociologul Henry Giroux, unul din fondatorii teoriei pedagogiei critice. Un absolvent proeminent în domeniul științelor sociale a fost Harold Innis, care a contribuit la elaborarea teoriei comunicării.